# Давид ди Донателло 1976
21-я церемония вручения наград премии «Давид ди Донателло» состоялась 24 июля 1976 года в Театре в Тавромении.

## Победители

### Лучший фильм
- Сиятельные трупы, режиссёр Франческо Рози

### Лучшая режиссура
- Марио Моничелли — Мои друзья
- Франческо Рози — Сиятельные трупы

### Лучший сценарий
- Альберто Бевилаккуа и Нино Манфреди — Берегись шута

### Лучшая женская роль
- Моника Витти — Утка под апельсиновым соусом

### Лучшая мужская роль
- Уго Тоньяцци — Мои друзья и Утка под апельсиновым соусом (ex aequo)
- Адриано Челентано — Блеф (ex aequo)

### Лучшая музыка
- Франко Маннино — Невинный

### Лучший иностранный режиссёр
- Милош Форман — Пролетая над гнездом кукушки

### Лучшая иностранная актриса
- Изабель Аджани — История Адели Г. (ex aequo)
- Гленда Джексон — Хедда (ex aequo)

### Лучший иностранный актёр
- Филипп Нуаре — Старое ружье (ex aequo)
- Джек Николсон — Пролетая над гнездом кукушки (ex aequo)

### Лучший иностранный фильм
- Нэшвилл, режиссёр Роберт Олтмен

### Давид Лучино Висконти
- Микеланджело Антониони

### David Europeo
- Ян Труэль

### Targa d’Oro
- Агостина Белли — Белые телефоны
- Мартин Брегман и Мартин Элфэнд — Собачий полдень
- Кристиан Де Сика — Джованнино
- Фульвио Фрицци
- Эннио Лоренцини — Как прекрасно быть убитым
- Орнелла Мути
- Микеле Плачидо — Триумфальный марш
- Сидни Поллак — Три дня Кондора